# ショッカー (映画)
『ショッカー』（原題: Shocker）は、1989年のアメリカ合衆国のホラー映画。ウェス・クレイヴン監督。

## ストーリー
大学生のジョナサンは、連続殺人鬼によって家族やガールフレンドを殺された。しかし、彼の予知夢によってついに犯人のテレビ修理屋のピンカーが逮捕される。そしてピンカーの死刑が執行されるのだが、電気椅子のスイッチを入れた途端彼の身体が消えてしまう。ピンカーは電気と一体化することで生き延びたのだった。

## キャスト
- ピーター・バーグ - ジョナサン・パーカー
- ミッチ・ピレッジ - ホレス・ピンカー
- マイケル・マーフィー - ドン・パーカー
- カミ・クーパー - アリソン
- リチャード・ブルックス - ライノ
- サム・スカーバー - クーパー
- テッド・ライミ - パック-マン
- ジョン・テッシュ - ニュースキャスター（カメオ出演）
- ヘザー・ランゲンカンプ　カメオ出演。
- ジェシカ・クレイヴン　- カメオ出演（ウェス・クレイヴンの娘）
- ジョナサン・クレイヴン - カメオ出演（ウェス・クレイヴンの息子、本作のスタッフ）
- ウェス・クレイヴン カメオ出演。
- ブレント・スパイナー　カメオ出演。
- ティモシー・リアリー　カメオ出演。

## スタッフ
- 監督・脚本：ウェス・クレイヴン
- 製作総指揮：ウェス・クレイヴン、シェップ・ゴードン
- 製作：マリアンヌ・マッダレーナ、スチュアート・M・ベッサー
- 美術：シンシア・ケイ・キャレット
- 衣装：アイシス・マッセンデン
- 字幕：岡田荘平

## サウンドトラック
主にハードロック／ヘヴィメタル系のアーティストが参加した。タイトル曲を演奏したザ・デューズ・オブ・ラスは、デスモンド・チャイルド、ポール・スタンレー、ガイ・マン・デュード、ヴィヴィアン・キャンベル、ルディ・サーゾ、トミー・リーが参加したユニットである。
- "Sword & Stone" – ボンファイア
- "No More Mr. Nice Guy" – メガデス（アリス・クーパーのカヴァー）
- "Shocker" – ザ・デューズ・オブ・ラス
- "Timeless Love" – サラヤ
- "Demon Bell - The Ballad Of Horace Pinker" – デンジャラス・トイズ
- "Love Transfusion" – イギー・ポップ
- "The Awakening"– ヴードゥーX
- "Different Breed" – デッド・オン